# Aero-Derivativ

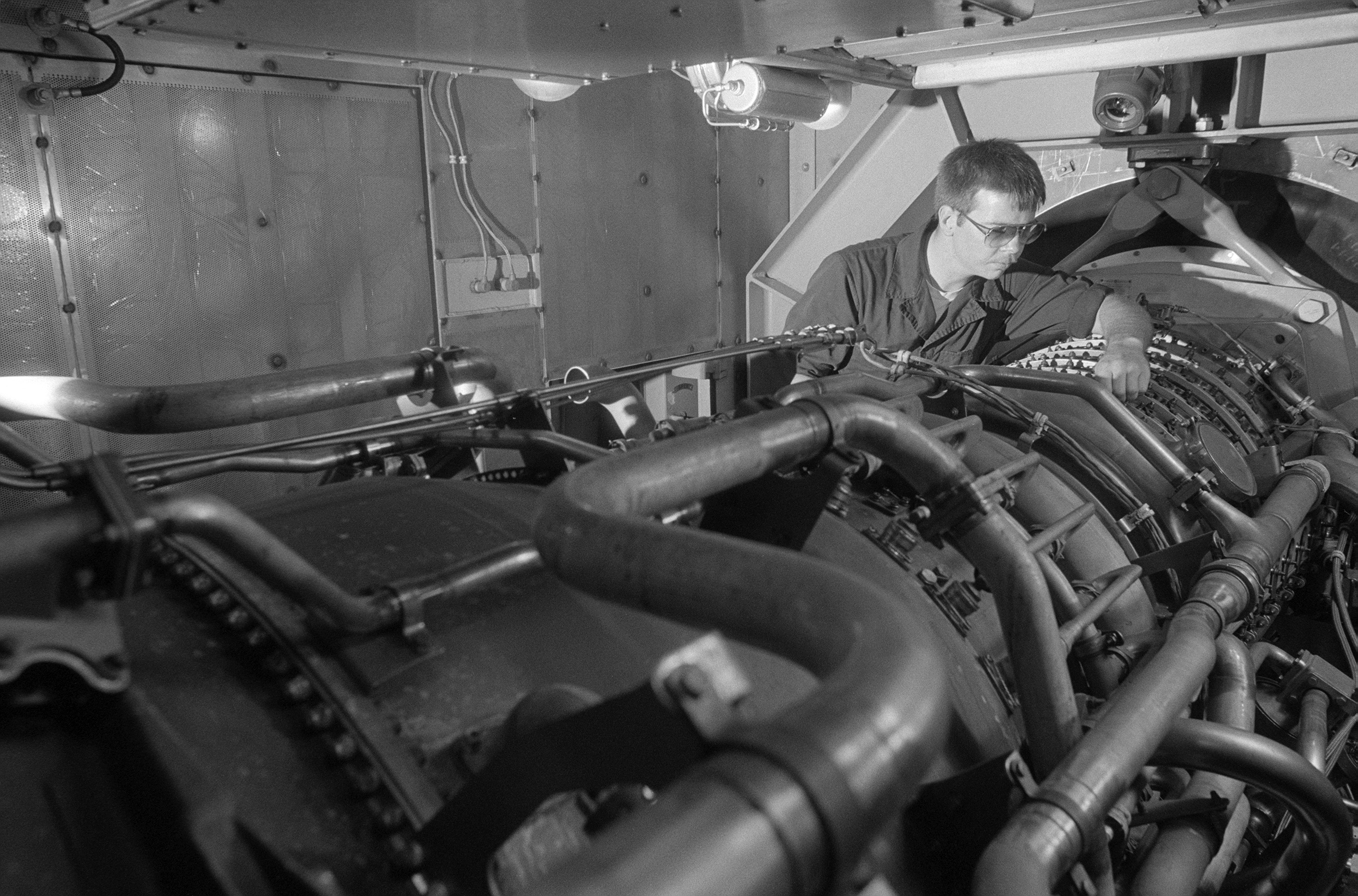
Die GE LM2500, Derivativ der GE CF6, eingesetzt als Schiffsantrieb

Ein Aero-Derivativ (englisch aero derivative, sinngemäß „aus der Luftfahrt abgeleitet“) ist eine Gasturbine, die ursprünglich als Strahltriebwerk entwickelt wurde, die aber für den Einsatz als Kraftmaschine (als Antrieb eines Generators zur Stromerzeugung oder einer anderen Arbeitsmaschine) umkonstruiert wurde. Der Einsatz kann stationär (oft in einem Gasturbinen- oder GuD-Kraftwerk) oder mobil (z. B. als Antrieb für ein Schiff) erfolgen.
Bei der Umkonstruktion entfällt die Schubdüse; stattdessen wird eine Niederdruckturbine nachgeschaltet, in der das Abgas bis auf (nahezu) atmosphärischen Druck entspannt wird und hierbei die Nutzleistung über eine Welle an die Arbeitsmaschine abgibt. Die Niederdruckturbine kann mit der Hochdruckturbine auf einer Welle angeordnet sein (Verlängerung der Turbine um einen Niederdruckteil) oder auf einer eigenen, separat gelagerten Welle. Bei Zweistrom-Triebwerken wird der Fan durch einen Niederdruckverdichter ersetzt.

## Vor- und Nachteile
Aus der Herkunft als Triebwerk folgen einige spezifische Vor- und Nachteile, die Aero-Derivative-Gasturbinen von Gasturbinen, die von Beginn an als Kraftmaschine den stationären Betrieb konzipiert wurden (sogenannte Frame- oder Heavy-Duty-Gasturbinen), unterscheiden:
- kompakte Bauweise, geringes Gewicht, geringe Wandstärken, sehr schnelle Lastgradienten möglich
- Maschinen sind für Open Cycle konzipiert und der Wirkungsgrad ist für diesen Betrieb optimiert, d. h. niedrige Abgastemperatur, ungünstiger für Kombibetrieb
- höhere Temperaturen und Drücke in der Brennkammer, hierdurch
  - im Allgemeinen geringere Lebensdauer der Teile im Heißgaspfad
  - höhere Stickoxid-Emissionen
- Ringbrennkammer
- Beschränkung auf in der Luftfahrt übliche Leistungen (< ca. 100 MW Nutzleistung); fast alle Aero-Derivative sind Industriegasturbinen.

## Anbieter
- General Electric
- Siemens / Siemens Energy
- SNECMA
- MAN Diesel & Turbo
- MTU Friedrichshafen / MTU Aero Engines
- Mitsubishi Heavy Industries (früher Pratt & Whitney Power Systems)